# 2007年唐山旅遊團在澳門衝突事件
2007年唐山旅遊團在澳門衝突事件是指一百四十名遊覽澳門的唐山旅遊團於2007年12月4日在澳門黑沙海灘巴士站一帶和澳門警察發生爭執及衝突的事件。事件的發生令到澳門旅遊業界、中國旅遊業界、河北省唐山市以及香港媒體的高注關注。該團多名團員在事件發生後均表示不會再到澳門旅遊，並揚言會向河北人民宣传不要到澳門旅遊。

## 旅行團基本資料
這個旅遊團是來自河北唐山市的團友合共一百四十名，四名領隊及一名經理，由唐山航空國際旅行社安排行程；這個旅行團行程為期十五日，收費四千多元人民幣，行程包括遊覽雲南及廣西之外，其中的七百多元人民幣就是支付港澳遊。

## 事件經過
在2007年12月4日下午起，有該團的團友投訴指出連日來（實為首日）帶領他們遊覽的澳門導遊態度惡劣，並表示導遊強迫他們去買東西，和強迫參加一些自費項目，還在下車的時候不讓他們下車。另一名團友指事發當日傍晚在黑沙海灘自由活動時，導遊不願意打開旅遊巴車門讓他及其他團友上旅遊巴休息，中國大陸的領隊向澳門導遊交涉，因此雙方發生爭執。之後到場作調解的警察想帶出一名遊客，但被多名的團友阻止，互相拉扯，有團友聲稱被警察推到及毆打（但到仍然沒有人親眼看到是誰先動手，但也有目擊者指中國大陸的領隊先掌摑警察）；也有人坐在警車前面，以圖阻止警察拘捕。
旅遊團說他們的團友大部分都是老人家，所以澳門警方不應該採用過分的武力；而警方則表示在處理爭執的時候有人襲警，他們並非使用過分的武力，而出動的也不是防暴警察，而帶領河北的旅遊團澳門導遊則表示是中國大陸的領隊聲稱被警察打，搧動團友而引致衝突，但中國大陸的領隊則表示沒有這一件事。一名女團友在在場採訪的記者前表示這些防暴警察對付他們，警察的做法是否合適。另一名男團友向著在場的團友以及採訪記者表示表示他們回去唐山之後，會把在澳門發生的這件事件宣傳開去以及表示河北的老鄉，不會再到澳門旅遊。
其後，澳門警察增加援手，最後押走中國大陸的領隊，以及兩男三女，介乎23到70歲，並交由檢察院處理。警方則表示當時是出動了四十五名警員，沒有防暴警察；澳門治安警察局發言人郭瑞玲表示：「他們只是當晚正值訓練的特警隊員，他們當時正在訓練，也無使用任何正規防暴裝備。」
經過一晚休息，來自河北唐山市的一百四十名團友在翌日中午離開澳門，到珠海繼續旅遊。同月7日，該旅行團返回唐山，而部分團員身上掛上「反對強制消費」及「抵制港澳遊」的紙牌，部份團員更加忍不住而哭了起來；他們都是不滿澳門當局的對待，會向中國當局匯報有關在澳門受到不公平的對待。

## 事件表態
旅遊團團友
一名女團友在離開澳門當日接受有線電視的採訪時表示他們到這裡旅遊本是很愉快的行程，但他們到這裡根本就沒有保障、沒有安全，現在都有這種思想，也再不想來澳門了。一名男團友在離開澳門當日接受now新聞台採訪時表示他把所有的東西都錄下來，全都錄下來回到唐山時會把這件事全都節錄出來，這種做法影響特區和內地之間的關係。一名男團友在離開澳門當日澳門電視台採訪時表示投訴的問題呀主要由我們的導遊進行，他們就沒有必要投訴；而發生的情況方面主要由導遊引起造成的後果是由於警察，並表示警察來了以後，就打他們的導遊。
澳門導遊
牽涉衝突事件的四名口音不正廣東話的澳門導遊指出部分香港媒體報道失實，有必要作出澄清，他們說澳門警察並沒有打任何人，是五名中國大陸領隊和旅行社經理首先滋事；他們先拿起摺椅襲擊他們，一名巡邏路過的澳門警察見狀想阻止，但就遭到中國大陸領隊掌摑。混亂之中有人想搶去警員的配槍。他們並表示知道這五名滋事分子在翌日早上離開澳門，因此不明白為何澳門警察受襲的人證、物證俱在但嫌疑犯可以逃之夭夭，並未有受到法律的制裁。他們又表示只是和唐山旅遊團相處了幾個小時，一直沒有發生過任何的摩擦，不知道對方為何要動手打人；至於行程是由唐山航空國際旅行社安排，他們只是負責帶領旅行團而已，也沒有強迫團友購物。在澳門帶團的導遊則反駁指出他們沒有阻止團友上車，表示旅客是看不到的，根本就不在現場，是中國大陸的領隊叫團友過來才有這件事，才發生爭執。姓朱的導遊表示中國大陸的領隊從警察的面前一巴掌打過去，他們全部都驚訝了起來並說：「下，打差佬？」當時四個領隊及一個經理已經一起動手打那名警察的了；他還表示其中一名遊客更嘗試掌掉警察配槍、挑逗他的槍套，當時手扣已經掉在地面上，中國大陸的領隊們及經理試搶去手扣。而一名姓程的導遊表示警察都被領隊扯著制服都破了，連警察也沒有人身安全，他們身為前線導遊覺得更加徬徨。
警方回應
澳門治安警察局在2007年12月5日（事發翌日）發出的新聞稿之中表示「在星期二（事發當日）約17時，警方接報於黑沙公園近巴士站有爭執事件，治安警察局海島警務廳派出一多警員到時處理事件，發現有名名導遊和多名內地遊客發生爭執。經勸喻後，該等內地遊客自行離去，但於稍後再次返回現場，警員要求他們出示身份證明文件，一名遊客突然襲擊警員，該警員被襲後，懷疑拘捕襲擊人士時被另四名遊客阻攔，推撞受傷，為此立即向上級報告及要求支援。海島警務廳馬上派出兩名警員到場協助及將被襲受傷的警員送院治療並拘捕襲擊人士，但被該四名遊客阻止及煽動數十名遊客包圍治安警察局的巡邏警車及阻止將受傷警員送院治理。海島警務廳再派出十多名警員到場維持秩序，但再次被該數十名遊客包圍及阻止將受傷警員送院治理。由於現場人數眾多及情況開始失控，治安警察局派出特警警員到場戒備，海島警務廳最終成功將兩男、三女涉嫌襲警人士帶往警司處處理。事件中，治安警察局有四名警員受傷。由於事件除牽涉警員被襲外，主因是旅行社及遊客間的矛盾引致的，故治安警察局亦要求旅遊局作出協調，經多方斡旋後，數十名旅客和平離開現場；而有有關案件，治安警察局將會移交檢察院處理。」

## 各方回應
- 澳門專業導遊協會會長胡惠芳表示寧願要一些好質素，不希望濫接，現在是選團來接，但都盡量接一些優質的旅遊團；旅客去就一定去，但旅客可以不買東西，這個是全世界都是這樣；如果說是被強迫購物，當然是不對；但帶旅客去是他們的責任。
- 負責接待河北唐山市旅遊團的萬國旅行社表示旅行社的負責人不在澳門，並表示拒絕回應。
- 澳門旅遊局表示高度關注，並即時和澳門專業導遊協會及澳門旅遊業議會聯絡，詳細了解及跟進有關情況，並適當的協調工作；並表示根據資料顯示，相信這次衝突個案屬於個別事件，旅遊局長期以來都十分關注到澳旅客的人身安全，並以提供優質服務及保障旅客權益作為重要的施政目標，確保訪澳旅客有賓至如歸的感受。另外，旅遊局表示會在12月中到北京和中國國家旅遊局開會討論，及開展「誠信遊」。
- 澳門專業導遊協會發言人表示促請澳門政府關注導遊權益及人身安全，不要讓同類事情又發生。
- 澳門旅遊業議會理事長胡景光表示澳門整個旅遊業要作整治，澳門開始走向高消費城市，這樣相關服務質素也要相應提高。他並表示有關到澳門旅遊的旅行團要為自己的行為負責，當遇到不滿意事情發生時可以透過有關部門解決，而不應該和導遊引起紛爭；至於是次事件警方的介入，他希望下次有同類事件發生的時候，警方可以能夠以較軟性的手法去處理。以免影響澳門的形象。
- 澳門旅遊業界表示澳門的旅遊業在近幾年急速發展，澳門的導遊求過於供，有需要加強這方面的培訓，特別是這近幾年的娛樂場力大型酒店的落成啟用，搶走不少的導遊。
- 澳門立法會議員關翠杏表示澳門的旅遊部門、特區政府應該和中國組織旅行團的單位以及中國旅遊部門認真地去探討規管一下旅行社方式；否則的話，澳門的旅遊形象真的會受到損害。
- 澳門立法會議員吳國昌表示今次事件反映出澳門警方處理集體突發事件手段仍然有待改進，而事件是進一步揭露澳門零團費問題長期存在，他期望政府以政策配合避免旅行社濫接旅行團。
- 中國國家旅遊局表示關注事件之外，會對有關的旅行社及導遊進行調查，會在稍後公布結果並表示會修訂法例、打擊零團費。
- 中華人民共和國國務院表示已經就《旅行社條例》徵求意見，但表示不會就事件發表意見及回應。

## 後續跟進
旅遊局在2007年12月17日發表的調查報告指出萬國旅行社違規，並宣布該旅行社不可以接待中國的旅行團以及進行除名程序。另外報告指出澳門的領隊違規違反了專業的相關規章。

## 相關
- 黑沙海灘：事發地點
- 君怡酒店：旅遊團團員入住的酒店